# Fashion Dreamer
Fashion Dreamer es un juego de simulación de moda desarrollado por syn Sophia y publicado por Marvelous y Xseed Games. Fue lanzado para Nintendo Switch el 3 de noviembre de 2023.

## Gameplay
El jugador trabajará para convertirse en los principales influencers de la moda vistiendo a varios personajes para ganar seguidores en las redes sociales. Los jugadores también habitarán el mundo virtual de Eve, que se divide en cuatro secciones diferentes llamadas Cocoons y todas siguen un tema distinto.

## Desarrollo
El juego fue desarrollado por la compañía japonesa syn Sophia, creadores de la serie Style Savvy, y publicado por Marvelous y su filial estadounidense Xseed Games. Se anunció en Nintendo Direct el 9 de febrero de 2023.  Fue lanzado para Nintendo Switch el 3 de noviembre de 2023.  

## Recepción
TechRadar dijo que "clava la creación de atuendos", pero carece de estructura. 

### Ventas
Al 31 de diciembre de 2023, el juego había vendido casi medio millón de copias. 